# 霍利克羅斯 (愛荷華州)
霍利克羅斯（英語：Holy Cross）是一個位於美國愛荷華州迪比克縣的城市。

## 地理
霍利克羅斯的座標為42°36′01″N 90°59′40″W / 42.60028°N 90.99444°W，而該地的平均海拔高度為369米（即1211英尺）。

## 人口
根據2010年美國人口普查的數據，霍利克羅斯的面積為0.88平方千米，當中陸地面積為0.88平方千米，而水域面積為0.00平方千米。當地共有人口374人，而人口密度為每平方千米425人。